# Орсоња
Орсоња (итал. Orsogna) је насеље у Италији у округу Кјети, региону Абруцо.
Према процени из 2011. у насељу је живело 3499 становника. Насеље се налази на надморској висини од 411 м.

## Становништво
Према резултатима пописа становништва 2011. у општини је живело 4.008 становника.
| 1931. | 1936. | 1951. | 1961. | 1971. | 1981. | 1991. | 2001. | 2011. |
| ----- | ----- | ----- | ----- | ----- | ----- | ----- | ----- | ----- |
| 6.358 | 6.468 | 5.596 | 4.635 | 3.828 | 3.914 | 4.111 | 4.050 | 4.008 |